# Shariatisme

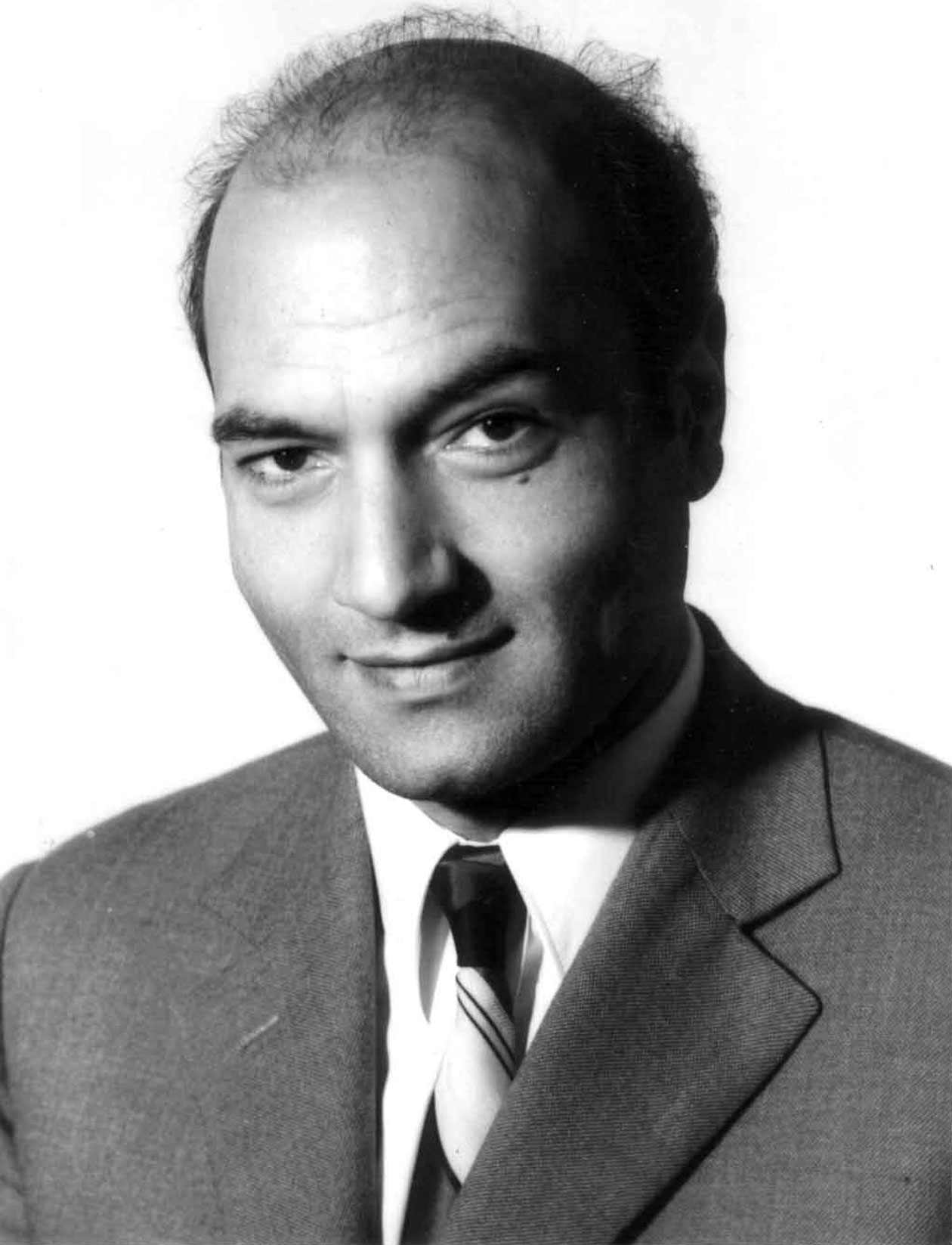
Ali Shariati.

Le Shariatisme  (persan: شریعتی‌گرایی ) est une philosophie idéologique issue des théories d'Ali Shariati.

## Néo-shariatisme
Le néo-shariatisme est constitué d'un groupe particulier de partisans de Shariati qui a émergé dans les années 1990, à la suite de débats avec des intellectuels post-islamistes en Iran. 
Selon les vues néo-chariatistes, la vie intellectuelle de Shariati est divisée en périodes jeunes et matures, séparant ses idées intrinsèques et contingentes. Shariati est également considéré comme un « projet inachevé », ce qui signifie qu'« il y a beaucoup d'impensés dans la pensée de Shariati », et la charge de mener à bien son projet incombe au mouvement néo-shariatiste. Il existe deux tendances distinctes dans le néo-shariatisme : l'une lit les œuvres de Shariati « phénoménologiquement dans le contexte et l'horizon intellectuels de son temps et ses impacts sur le contexte et la perspective intellectuels contemporains », tandis que l'autre tente de lire Shariati dans son « structure conceptuelle ».
Ce courant a été décrit comme « de loin l'opposition la plus courtoise » au gouvernement de la République islamique, qui à son tour « ne les a jamais traités avec le respect qu'ils méritaient ».